# Cazul Penescu
Cazul Penescu (aprilie 2009) a fost demarat după ce Direcția Națională Anticorupție a descoperit că patronul echipei românești FC Argeș, Cornel Penescu, a încercat să mituiască mai mulți arbitri, dar și câțiva oficiali ai FRF, cu scopul de a aranja câteva din meciurile echipei sale.

## Detaliile cazului
Procurorii D.N.A. l-au reținut pe Cornel Penescu în dimineața zilei de 13 aprilie 2009 din sediul lanțului său de hypermarketuri, Pic, pentru dare de mită, arestându-l pentru 24 de ore.
Tot în aceeași zi au fost arestați și Cristian Libertatu — fostul director al Oficiului pentru Protecția Consumatorului Argeș —, Liviu Făcăleață — directorul hypermarketurilor PIC — și Gheorghe Constantin — președintele C.C.A din cadrul FRF.
În zilele care au mai urmat au mai fost arestați pe rând: Marcel Lică — vicepreședintele C.C.A., la aceea dată fiind pentru scurt timp președintele C.C.A., după care a demisionat —, Sorin Corpodean — arbitru —, Marcel Savaniu — arbitru —, Aurelian Bogaciu — arbitru.
În cadrul aceleiași anchete au mai fost cercetați Florin Prunea — directorul departamentului de relații internaționale din cadrul FRF —, Ilie Penescu — fratele lui Cornel Penescu —, Ionuț Badea — antrenorul echipei FC Argeș —, Tiberiu Lajos — arbitru —, Tudor Pendiuc — primarul Piteștiului.
În urma cazului, Comisia de disciplină a FRF a stabilit retrogradarea echipei FC Argeș și declararea lui Cornel Penescu persona non grata.